# Kokorja
Kokorja (Russisch: Кокоря) is een dorp (selo) in het noordoosten van het district Kosj-Agatsjski in het zuidoosten van de Russische autonome deelrepubliek Altaj in de buurt van de grens met de autonome republiek Toeva en de plaatsen Aksal, Tebeler en Zjana-Aoel. De plaats ligt aan de zuidoever van de rivier de Kyzylsjin (Kosjtal) en de noordoever van de Joestyt (Bajzin) in het noordoostelijke deel van de Tsjoejasteppe op 30 kilometer ten zuidwesten van het districtcentrum Kosj-Agatsj en 20 kilometer van de Tsjoejatrakt. Ten noordoosten van de plaats ligt de verlaten nederzetting Oezoenmal en ten noordwesten stroomt de gelijknamige rivier de Kokorja.
De inwoners bestaan uit Altaj. In het dorp bevinden zich enkele oude wijze vrouwen die als genezeressen optreden. Ook bevinden zich er naar verluidt enkele actieve sjamanen.
In de omgeving van de plaats komen de bedreigde Sakervalken (Falco cherrug) voor. Vanuit de plaats lopen 3 wegen; naar Kosj-Agatsj in het westen, Toeva in het noordoosten en Tasjanta (en Mongolië) in het zuidoosten. Langs de weg naar Toeva en Tasjanta bevinden zich veel grafheuvels, stenen stelae-menhirs en kireksoery (rituele grafheuvels met een omheining van rotsstenen eromheen, die een diameter tot 100 meter kunnen hebben). De weg naar Tasjanta voert langs de rivieren Bar-Boergazy en Joestyt, waar in 1992 en 1993 door een team van Russische en Amerikaanse archeologen aan de Bar-Boergazy de grote heuvel Toeroe-Alty werd onderzocht, waar zich veel stelae, bal-ballen (een soort koerganstelae) en petrogliefen bevonden. Op basis van de bevindingen werd geconcludeerd dat zich er in de Bronstijd een heiligdom moet hebben bevonden.